# 德国联邦铁路E50型电力机车
德国联邦铁路E50型电力机车（德語：DB-Baureihe E 50）是德国联邦铁路根据标准化电力机车计划而自1957年起生产的一款电力机车，并自1968年起改称为150型，主要用作重载货物运输。该型号机车最终于2003年完全从德国铁路退役，其最后的运用是配属于科恩韦斯特海姆车辆段。

## 开发历史
1950年，德国联邦铁路的专职委员会决定采购两款大面积使用标准化部件的基本型电力机车。其一是基于E94型电力机车开发的六轴货运机车，其二是基于E44型电力机车开发的四轴通用机车。它们都应设立驾驶台，以使火车司机可以坐着工作。而在此前的电力机车型号（E18型及E19型除外）中，司机都必须站立驾驶，因为这被假定为可提高他们的注意力。
首个通用机车的出厂型号在最初被设定为E46型，但在通过提升最高速度以满足快速列车的运营需求后，它又被改称为E10型。1952年，德国主要的机车制造商和电气工程企业首先联合生产了4台试验性样机，系列代号为E10.0型，它们不仅能满足联邦铁路中央局的要求，并且在传动技术、电气设备、走行结构和其它细节上都实现了各公司的特定理念。然而在其后得测试程序中表明，仅有两种类型的新机车并不足以满足所有的性能要求。因此系列车型又立即进行了重新修改，它们被分为用于快速列车服务的E10型、用于货运列车的E40型（两者均由西门子-舒克尔特/克劳斯-玛菲研发）、用于轻载短途客运的E41型（由BBC/亨舍尔研发）和用于重载货运的六轴机车E50型（由AEG/克虏伯研发）。

## 量产及运用
自1957年起生产的E50型机车（自1968年起改称150型）是首款用于重载货运列车的标准化电力机车。至1973年，共有194台同型号机车交付使用，它们最初主要担当同样用于重载货运、在第二次世界大战前生产的E94型电力机车的运营任务，并在随后完全取代了E94型。
而150型机车在后来也被151型机车所取代，因为当德国联邦铁路自1969年实施了新的运营操作规范后，它们的性能已不足以应付繁重的货运服务。此外，150型机车的运营服务也始终遭到诟病，因其牵引力会在运行速度达到80公里/小时以上后大幅下降。用作80公里/小时以上的运行时，巨大的牵引力往往会引致牵引电动机烧毁。而当采用三相交流电传动的现代化机车152型面世后，则进一步加剧了150型机车的退役。最后使用150型机车的车辆段是科恩韦斯特海姆，机车在当地除了牵引重载货运列车外，还被用作盖斯林根山地和施佩萨尔特斜坡的补机服务。至2003年底，150型机车的服务已完全从德国铁路中退役。

## 设计特点
与所有其它标准化电力机车一样，E41型机车带有枢轴的转向架及带有风扇格栅的车体均采用箱型结构焊接。底盘是基于转向架上的螺旋弹簧和橡胶元件实现支撑。两副转向架通过一个交叉连轴器相连，以避免重载列车在起动时造成前转向架抬高。制动装置包括一个间接作用的克诺尔型空气制动器以及用于分流直接作用的辅助制动器。
车顶设备包括两个DBS 54a型双臂受电弓、车顶隔板、压缩空气主开关和用于测量接触网电压的高压互感器。变压器是一个采用油冷的三回路变压器，通过分档开关（E50 127号机车之前为BBC N28I型，E50 128号机车之后为SSW W29T型）可对28个行驶速度级进行切换。操纵系统为随动控制设计，火车司机先选择行驶速度级，换接器再根据预选档位独立运转。紧急操作则可通过一个人工控制的手柄实现，或从150 128号机车开始，通过一个上下推杆控制器控制。
150型机车的牵引电动机使用EKB 760型，它比由西门子-舒克尔特生产、用于110型和140型机车上的WBM372-22型电动机更轻、更弱。与后者925千瓦的额定功率相比，它们仅有735千瓦。这款12极的电动机在技术上是基于E94型机车所使用的AEG电动机而开发，每个牵引电动机分别通过6台离心式通风机进行冷却。若火车司机忘记手动开启通风机，它们仍会在速度级达到9级后自行启动。首批出厂的E50型机车（001号至025号）仍然使用已通过验证的鼻式悬挂传动，这是因为由西门子-舒克尔特生产的胶圈弹簧传动还没有在轨道上进行过大功率的耐磨测试，从而无法得到信任。这些担忧被证实是毫无根据之后，后续生产的E50型机车都陆续采用了胶圈弹簧传动。
驾驶室的安全设备有机械或电子的紧急列车停止装置、点状列车控制装置（如今根据新的要求使用PZB 90的软件版本）和车载无线电设备。

## 款式变动

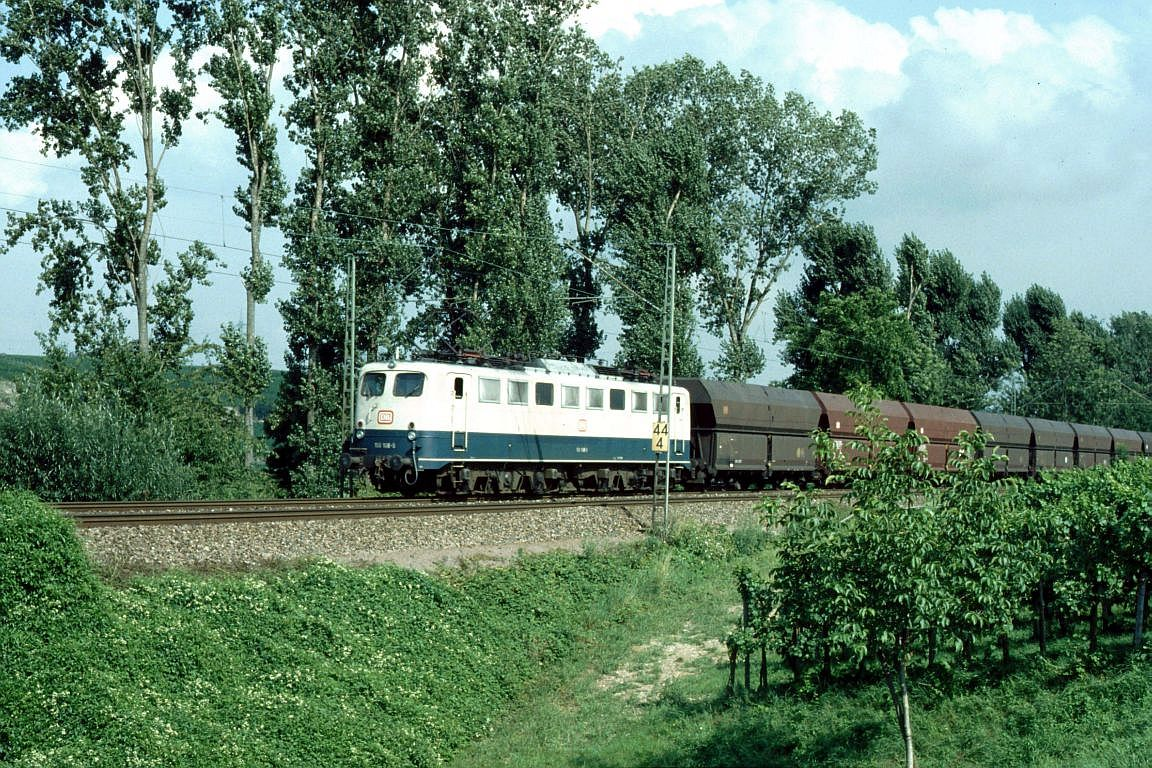
采用蓝色/米色涂装的150 108号机车牵引固定编组的煤炭列车（1993年）

自150 042号机车起在段修时均加装了双照明灯及垂直线的进气格栅。
自150 128号机车起均加装了西门子-舒克尔特新开发的、带有晶闸管开关的W29T型换接器。这使得过渡电阻开关及电阻负载开关都可以被省略。因为晶闸管的载荷电流能够更快运行以及进行无电弧切换，并且总能在电流的交零点切换和不再产生机械惯性。同时，机车顶罩上的互感器设备也进行了相应的修改。而许多编号在128号之前的150型机车则因为没有W29T而经常造成变压器或变速器开关的损坏。这款高度可靠且低磨损的换接器也被应用至140型、110型（后续出厂的车型）、111型和151型机车之中。
自150 128号机车起还加装了顶檐排水槽。
自150 156号机车起加装了耐磨缓冲板并集成了驾驶室加热功能。
自150 165号机车起，交叉连轴器被弃用，因为当局怀疑它们对轨条的磨损较严重，尽管弃用后会显著降低机车的起动牵引力。同时，这批机车也改用了与其后151型机车类似的枢轴轴承形式，并使用与灵活浮动弹簧类似的弹簧以及后来的偏航阻尼器以增加车体在转向架一侧的稳定性，从而使机车的重量有所减轻。此外，这批机车也都加装了排障器。

## 馆藏机车

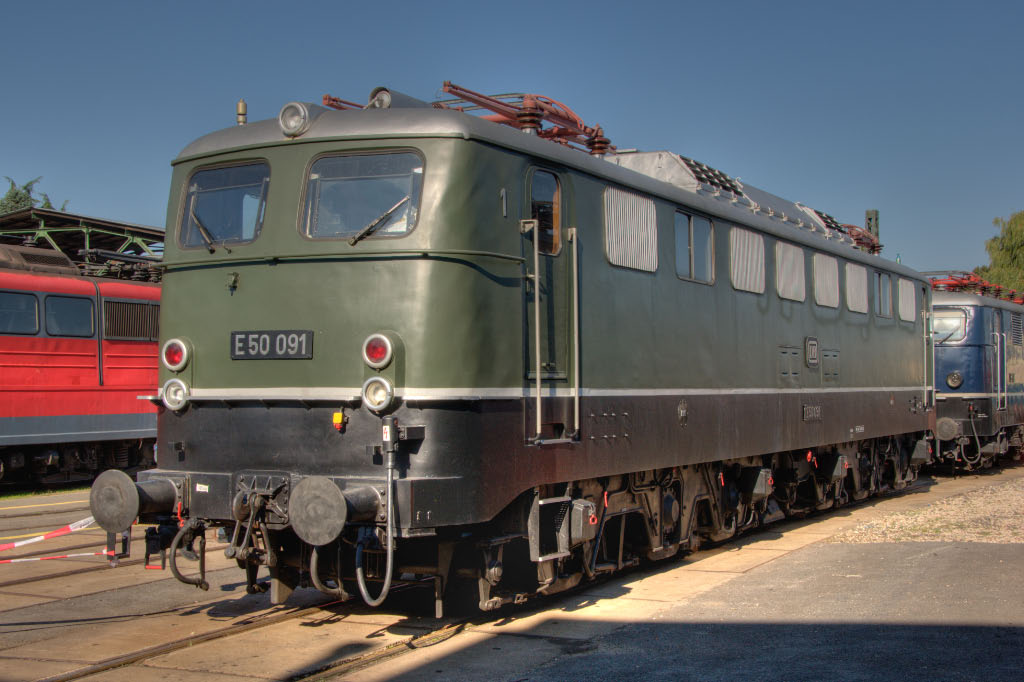
作为馆藏机车恢复出厂状态的E50 091号机车

德国铁路在2003年几乎报废了所有150型机车，其中仅剩2台目前仍由博物馆保存并用做观光铁路。它们是：
- 150 091号机车恢复为E50 091号的出厂状态，保存于科布伦茨德国铁路博物馆（德语：DB Museum Koblenz）。
- 150 186号机车保留最后的运营状态并采用交通红色（德语：Verkehrsrot）涂装，保存于海尔布隆南德意志铁道博物馆（德语：Süddeutsches Eisenbahnmuseum Heilbronn）。

至此，首批出厂和最后一批出厂的150型机车各有1台获得保留。然而，海尔布隆的150 186号机车也是独一无二的，因为它搭载了可在瑞士运行的软件包，并采用瑞士的受电弓接触条以及瑞士的车载无线电。